# Beša (okres Michalovce)
Beša (Hongaars: Bés) is een Slowaakse gemeente in de regio Košice, en maakt deel uit van het district Michalovce.
Beša telt 351 inwoners.